# Суворов, Борис Александрович
Борис Александрович Суворов — старший лейтенант, сотрудник отряда «Зенит» спецрезерва Комитета государственной безопасности при Совете Министров СССР, активный участник штурма дворца Амина, погиб при исполнении служебных обязанностей.

## Биография
Борис Александрович Суворов родился 17 августа 1951 года в городе Магнитогорске Челябинской области. С раннего возраста занимался акробатикой, получил звание мастера спорта СССР. В 1973 году окончил Волгоградский государственный институт физической культуры. Будучи студентом, вступил в оперативный отряд дружинников, оказывал большую помощь сотрудникам правоохранительных органов в борьбе с правонарушителями.
С декабря 1977 года — на службе в органах Комитета государственной безопасности СССР, был сотрудником Управления КГБ СССР по Омской области. Пройдя специальную подготовку на курсах в городе Балашихе Московской области, в 1979 году он был отобран в спецподразделение «Зенит», которое предназначалось для проведения специальной операции в Афганистане.

## Штурм дворца Амина
В составе «Зенита» Суворов был направлен в Афганистан в декабре 1979 года. Его командир, Григорий Иванович Бояринов, поручил ему командование одной из трёх штурмовых подгрупп. Перед ней стояла задача во взаимодействии с двумя другими группами под командованием А. Карелина и В. Фатеева прорваться сквозь внешний периметр охраны на боевых машинах и достичь дворца Тадж-Бек, после чего принять активное участие в штурме.
С первой задачей подгруппа «зенитовцев» во главе с Суворовым справилась быстро. Она сбила внешние посты охраны и двинулась на гору, где находился дворец, куда вела единственная дорога. Как только серпантин вывел их на открытую позицию перед Тадж-Беком, противник открыл огонь по боевым машинам из крупнокалиберных пулемётов. Транспорт, в котором находилась группа Суворова получил сильные повреждения — у машины сначала были пробиты колёса, затем возникло возгорание. Во время обстрела Суворов погиб, его бойцы получили ранения, но сумели выбраться и продолжить бой. Похоронен он на Северо-Восточном кладбище города Омска. Посмертно награждён орденом Красного Знамени. Суворов стал одним из двух сотрудников «Зенита», погибших в ходе декабрьских спецопераций 1979 года в Кабуле — второй, Анатолий Николаевич Муранов, пал при штурме здания МВД Афганистана.